# Cadphises maculata
Cadphises maculata är en fjärilsart som beskrevs av Moore 1865. Cadphises maculata ingår i släktet Cadphises och familjen bastardsvärmare. Inga underarter finns listade i Catalogue of Life.